# Туров
Туров или Турау (на беларуски: Тураў; на руски: Туров; на полски: Turów) е град в Беларус, разположен в Житковички район, Гомелска област. Населението на града е 2765 души (по приблизителна оценка от 1 януари 2018 г.).

## История
За пръв път селището е споменато през 980 година, през 2004 година получава статут на град.